# Bochniai sóbányák

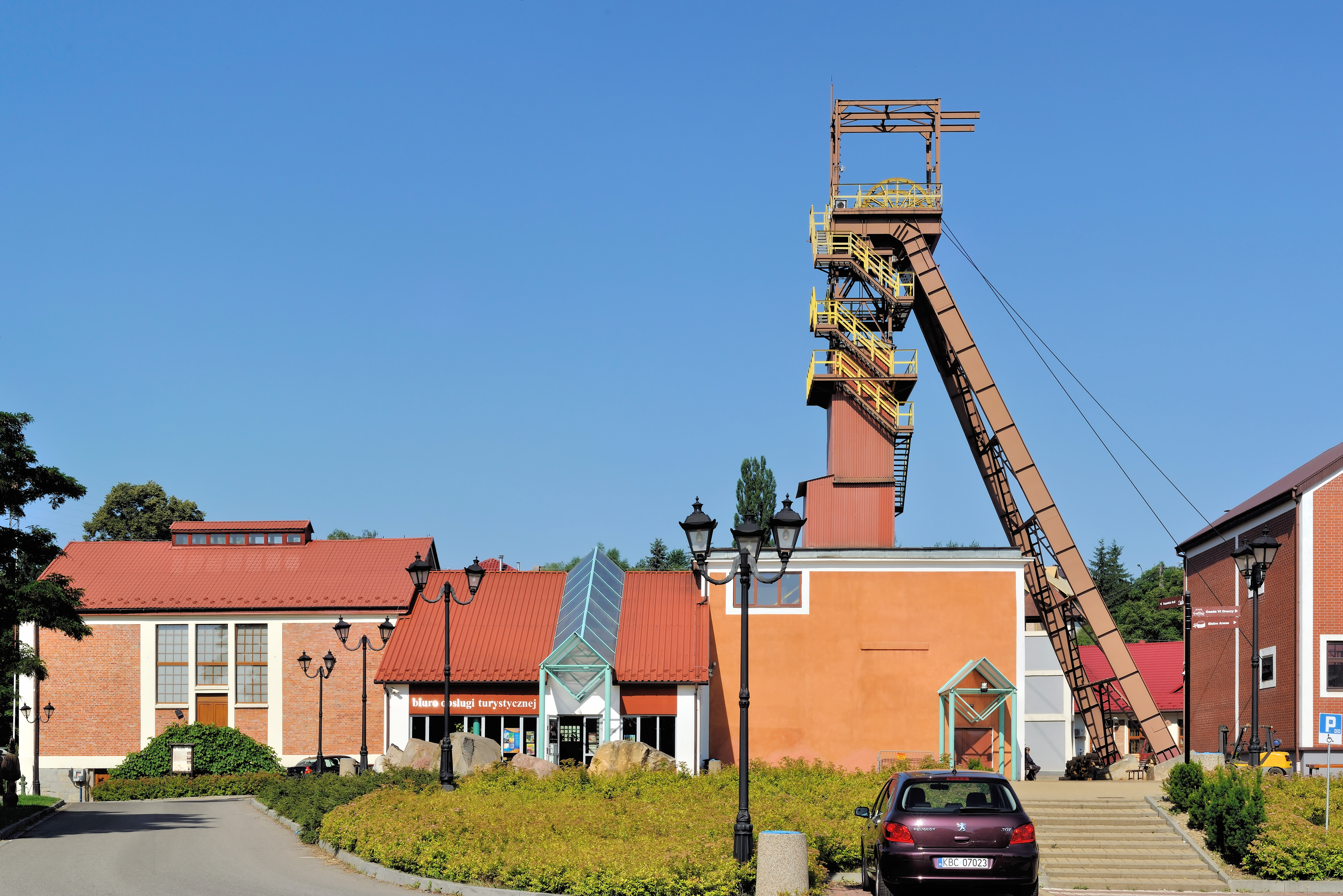
A Campi akna

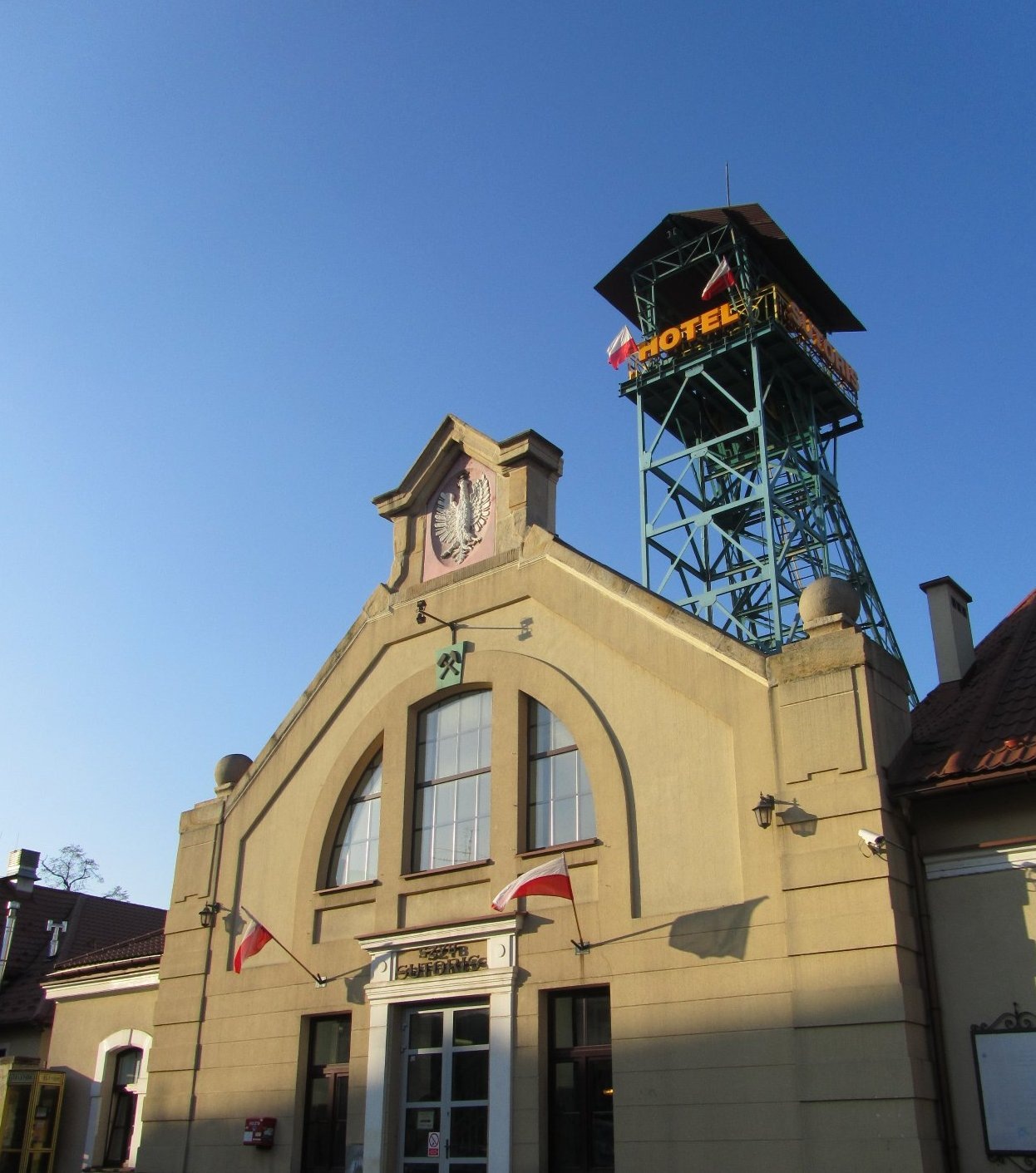
A Sutoris akna

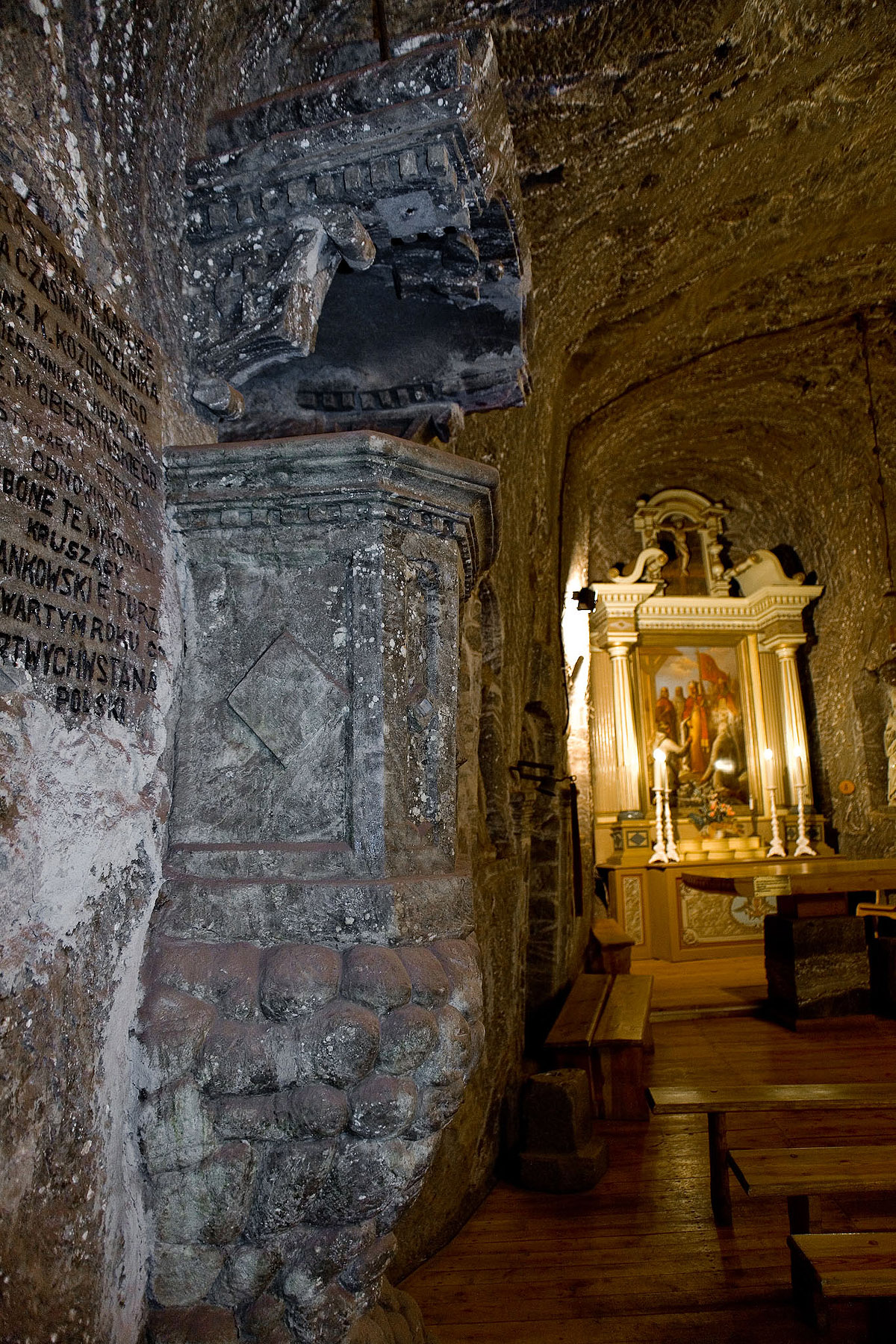
A Szent Kinga kápolna

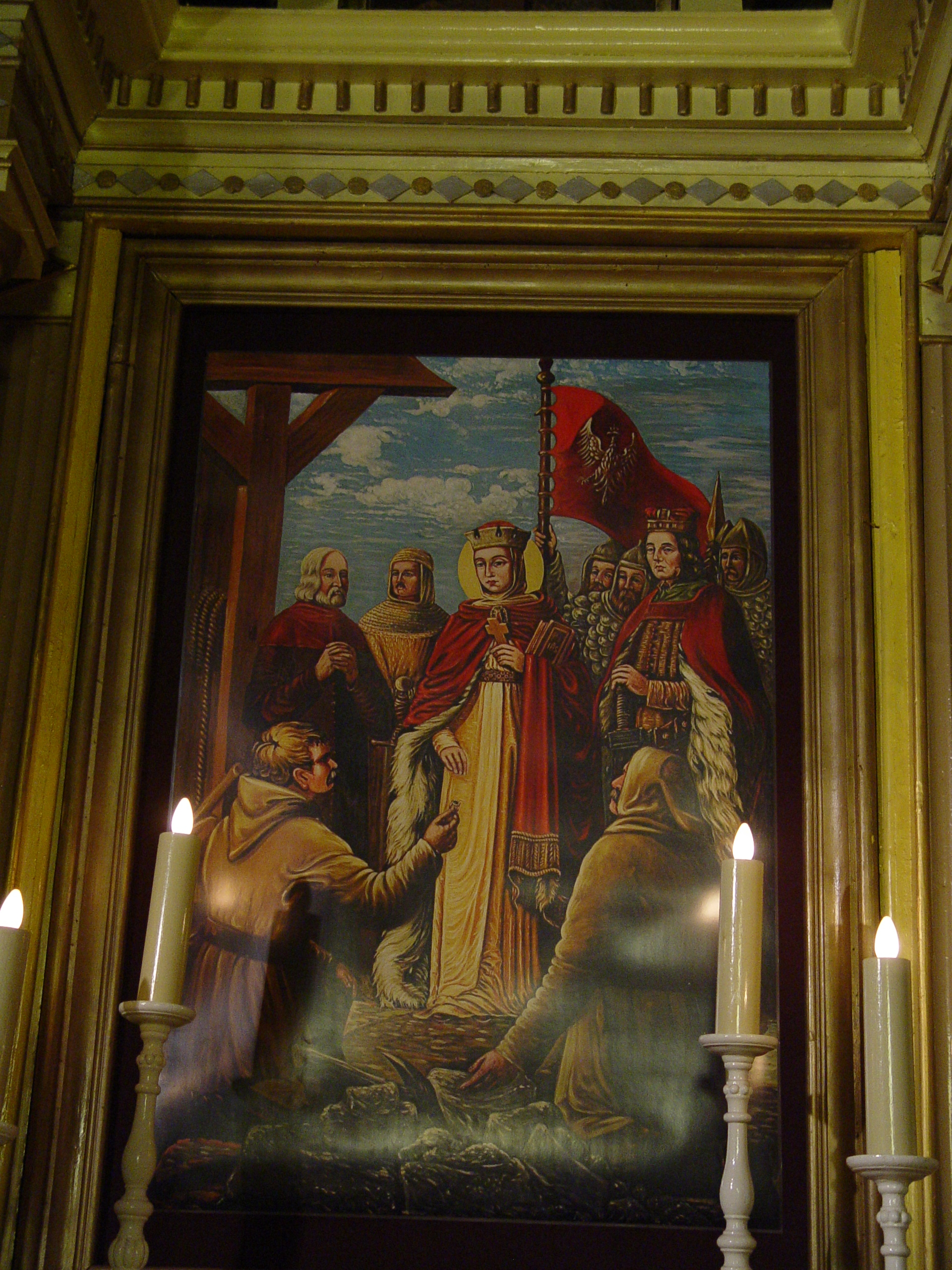
A Szent Kinga kápolna oltárképe

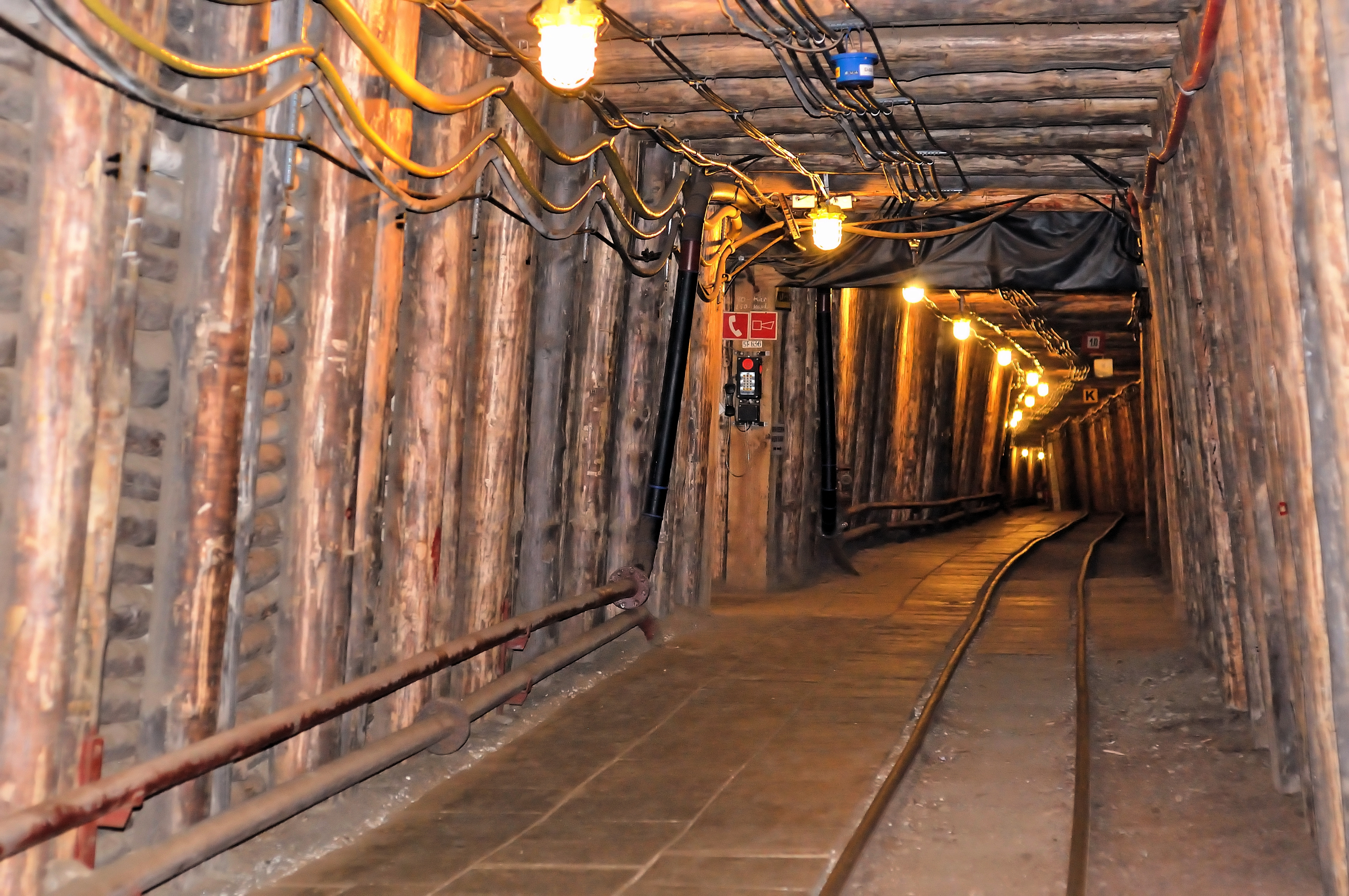
Földalatti folyosó

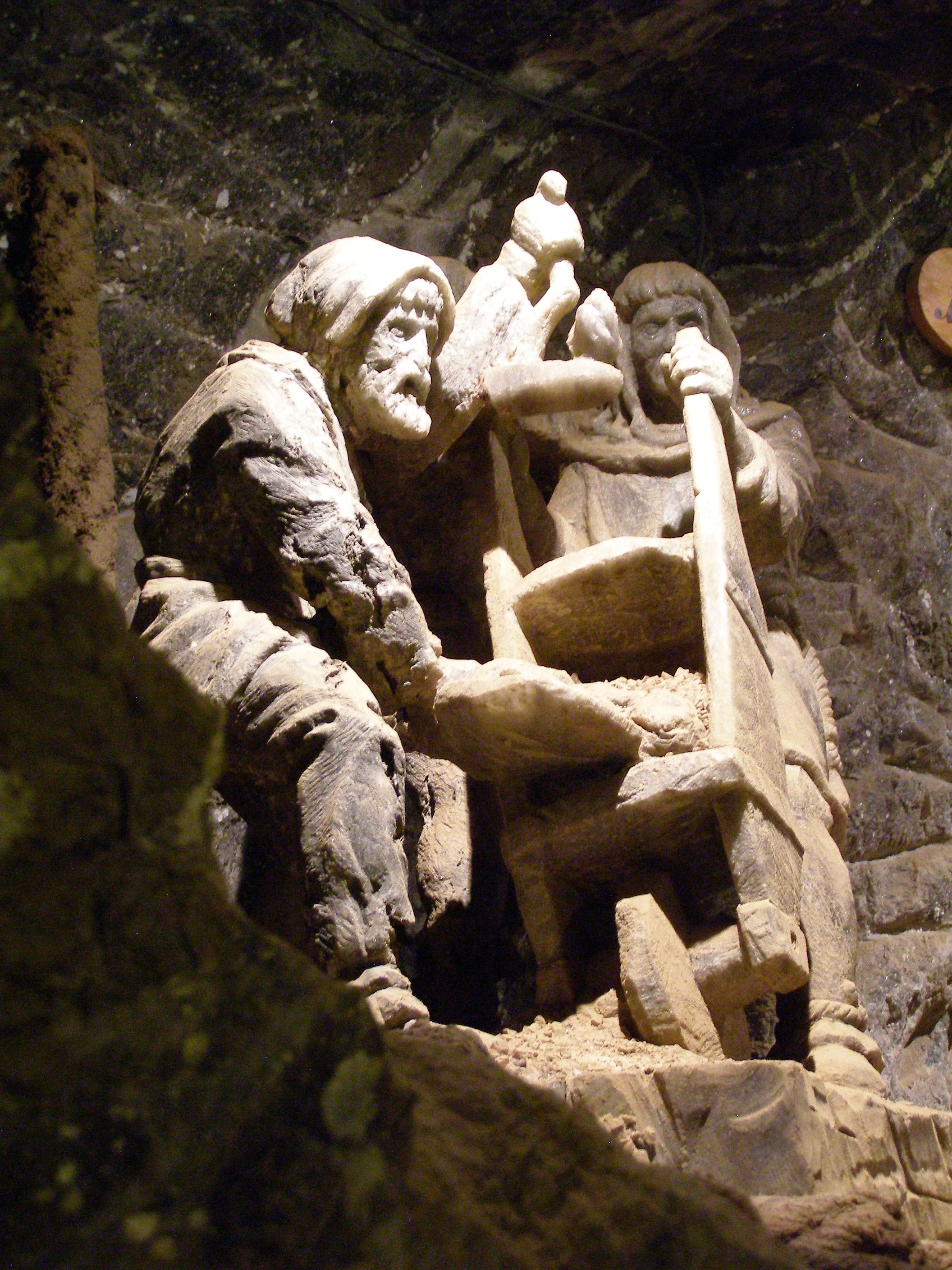
Sószobrok

A Bochniai sóbánya Lengyelország legrégebbi sóbányája és egyúttal Európában a legrégebbi sókitermelő vállalat, amely megszakítás nélkül működik 1248 óta. Ma turisztikai és gyógyászati szerepet tölt be. A légúti betegségben szenvedőknek különleges mikroklímájának köszönhetően gyógyulási lehetőséget nyújt, emellett egy multimediális turisztikai útvonalat is kínál az idelátogatóknak, amely a sóbányászat geológiai folyamatait, történelmét és egyéb hagyományait mutatja be, többek között kitermelt aknákat, az 1747-ben alapított Szent Kinga-kápolnát, egykori bányászati munkaeszközöket, egy 140 hosszú nagy bányacsúszdát, és egy minivasutat.
A bánya a híres Wieliczkai sóbányák közelében található, azoktól délkeletre; együtt alkotják a krakkói sóvidéket. A város, ahol elhelyezkedik, Bochnia, a małopolskai vajdaság egyik legrégibb városa; már 1198-ból van feljegyzés róla. Német neve Saltzberg volt, mely szintén az itt bányászható sóra utal.

## Története
A sóbánya történetének kezdetei a 13. századig nyúlnak vissza, amikor kősót fedeztek fel a vidéken. Magyar vonatkozása is van, felfedezése ugyanis IV. Béla királyunk lányának, Szent Kingának a legendájához fűződik, aki V. Boleszláv lengyel fejedelem felesége volt, és szívén viselte lengyel alattvalóinak sorsát. A legenda szerint, amikor a tatárjárás után hazalátogatott, édesapja kíséretében eljutott a máramarosi sóbányákba. Kinga gyönyörködve nézte a csillogó, hófehér sótömböket. De mindjárt eszébe jutottak lengyel alattvalói, akik csak sós forrásokból párologtatott, ún. főtt sóval kénytelenek beérni. Így szólt atyjához: "Atyám, add nekem ezt a sóaknát, és engedd meg, hogy innen egyenesen Lengyelországba vihessék a sótömböket." A király teljesítette leánya kérését. Kinga lehúzta ujjáról a jegygyűrűjét, és az akna birtokbavételének jeléül az aknába dobta. Mialatt azonban Lengyelországba utazott, a só a gyűrűvel csodás módon követte úrnőjét, és amikor Kinga Wieliczkába ért, megparancsolta, hogy az egyik dombon kezdjenek ásni, és csodák csodája, néhány ásónyom után megtalálták a Magyarországon eldobott gyűrűt és a sót.
Itt nyitották meg az első sóbányát, de a wieliczkai és bochniai bányászok máig vitatkoznak azon, hogy melyikük bányája volt az a hely, ahol a gyűrű előkerült. Mindenesetre mindkét bánya védőszentje Kinga.
A bányát hivatalosan a helyi Gryfit-dinasztia nyitotta meg 1248-ban, s ennek köszönhetően kapott Bochnia városjogot V. Boleszlávtól 1253-ban. Legrégebbi aknái: a Sutoris és a Gazaris.
A bánya királyi kézben lévő vállalat volt, és hatalmas bevételt hozott az országnak. 1368-ban Nagy Kázmér statútumban rendelkezett a sóbányákról és a sóeladásról. Ekkoriban a lengyel sóexport elsősorban Galícia és Magyarország felé irányult. A bánya dolgozóinak száma ekkortájt 120-150 fő lehetett. A 15. és a 16. században fellendülés következett be a wieliczkaival együtt a bochniai bányák történetében is. A wieliczkai és bochniai sóbányák Lengyelország felosztásáig egy adminisztrációs egységet képeztek, ennek az élén a żupnik című tisztségviselő állt, aki vagy maga irányította a vállalatot, vagy szerződéssel bérbe adta. Ekkor épültek meg a Regis, Bochneris, Campi aknák is. A dolgozók száma ekkoriban meghaladta az 500 főt.
A 17. század háborúi a bánya sorsát is negatívan befolyásolták. A fő építési folyamatokra a 18. században került sor, elsősorban Jan Gottfried irányítása alatt, ő tervezte meg a járatok rendszerét.
Lengyelország 1772-es felosztásával az országnak ezen része a bányákkal együtt osztrák kézbe került, és csak az ország I. világháború utáni helyreállításával került vissza a lengyelekhez.
Az I. világháború idején a bányát egy időre bezárták. 1981-ben műemléki védelmet kapott. 2013-ban felkerült az UNESCO világörökségek listájára. A lengyel Wieliczka sóbánya még 1978-ban került a világörökségek közé, a címet ezzel kiterjesztették a Bochnia királyi sóbányára is. A bánya turistaforgalma a 90-es években indult meg.

## A bánya részei
A bánya összesen 4,5 km hosszúságban helyezkedik el, 330–468 méterrel a föld alatt, 16 szinten. Fő közlekedő járata a 3 km hosszú August-folyosó.
A felszínen, az aknatornyok közelében a bánya dolgozói részére épített, igen régi lakóházakat találunk. A Campi akna közvetlen szomszédságában található, rekonstruált, középkori bányatelep "az aratók faluja" névre hallgat ("Osada VI Oraczy"). Nevét egy középkori okiratban tett említés után kapta, mely szerint Bochnia területén elhelyezkedett egy Villa VI Aratorum nevű település.

### Ważyn terem
Európa legnagyobb emberkéz által alkotott földalatti helyisége. 248 m mélységben található, és 255 m hosszú. Semmilyen ácsolat, támfa nem tartja. Innen 1697-től egészen az 1950-es évekig bányászták a sót. Különleges mikroklímájának köszönhetően egyúttal fontos gyógyászati funkciója is van. Hőmérséklete állandó 14-16 °C, levegője kedvezően ionizált és ásványi anyagokban (pl. magnézium, mangán, kalcium) gazdag, páratartalma magas (70%). Ezzel igen jótékony hatású az asztmában, hörghurutban szenvedőknek.
5 része van a teremnek: egy hálóterem, mely 250 fő részére biztosít szállást, egy étterem, egy rekreációs részleg sportpályával, egy diszkó, valamint egy konferenciarészleg.

### Szent Kinga kápolna
A bánya kápolnái közül a legnagyobb. 1747-ben ásták ki a kezdetben kicsi helyiséget, majd folyamatosan bővítették. A vonalak és a feliratok az oldalfalain és a plafonon jelzik a későbbi bányászati tevékenységek folyamatát. A mai napig tartanak szentmiséket és vallásos szertartásokat a kápolnában, beleértve a húsvéti ételszentelést is például.

### Komora Ryszarda Kołdrasa
Eredetileg a repesztéshez használt anyagok tárolására szolgált ez a terem. Jelenleg szanatóriumként működik. 42 fő számára biztosít elhelyezést. Nevét Ryszard Kołdras egykori bányaigazgatóról kapta, aki elsőként propagálta a bánya idegenforgalmának beindítását.

### Międzypoziom Dobosz
A helyiségben folyó munka a robbanásveszély miatt olyannyira kockázatos volt, hogy egy idő után elsősorban halálraítélt bűnözőket alkalmaztak hozzá, akik, amennyiben túléltek néhány évnyi bányamunkát, visszakaphatták a szabadságukat.

### Komora Christian
Különleges formáját e terem a majdnem függőlegesen lecsapódó sókristályoknak köszönheti, mely által egy gótikus templom tornyához lett hasonlatos. Emiatt a bányászok földalatti katedrálisnak nevezték. A falain tökéletesen láthatóak a kézi eszközökkel végzett, több évszázados bányászati munkák nyomai.

### VI. szint
A Henryk Sienkiewicz Nobel-díjas lengyel íróról elnevezett, 223 méteres mélységben elhelyezkedő vágatban egy vízkereket tekinthet meg a látogató, melyet a bányavíz kiszivattyúzására használtak.

### Passionis kápolna
A bányászok alapították 1709-ben. A század folyamán szép polikrómiákkal ékesítették az ácsolatot, melyek azonban a felosztások idejében megsínylették a hanyag bánásmódot. Azóta a kápolnát renoválták, így jelenleg az egyik legszebb látványossága a bányának.

### III. szint (Wernier-szint)
A vájást ezen a szinten (138 méteres mélységben) a különleges formájú sólecsapódások teszik látványossá, melyek a lepárlással való sókitermelés melléktermékeiként keletkeztek.

### Mysiur-istálló
A bányalovak elhelyezésére szolgáló helyiséget a 18. században vájták, s azóta gyakorlatilag változatlanul megmaradt.

### Malomcsarnok
Egy 19. századi járgányos malom található itt, mely arra szolgált, hogy a mélyebb szintekről felhozza a sót. A Ważynski-keresztvágat az alsóbb vágatok friss levegővel való ellátását szolgáló légvezető, ahol egy régi szellőztető berendezést nézhetnek meg a turisták eredeti állapotában.

### Kosz Rabsztyński
A kosárformára emlékeztető helyiségben egy malmot találunk, amely a tárna vízmentesítését szolgálta.

### Komora 81
A 81-es csarnok 230 m mélyen található. A 19. és a 20. század fordulóján vájták ki. A helyiséget elárasztotta a rétegvíz, minek köszönhetően csónakkal közlekedhetünk benne. Renoválása 2004-től kezdődően három évig tartott.

### Maszynownia
Az aknaházban egy 1909-ben épített gőzgépet találunk, amely 1926-tól 1996-ig működött a Campi akna fölött. Kora ellenére igen jó állapotban megmaradt.